# Vino del Perú
La producción de vinos peruanos y cultivo de viñas en grandes extensiones de tierra se realiza dentro de los departamentos de Ica, Lima, Moquegua, Arequipa, Tacna, la mayor producción se da principalmente en el Ica por estar situada lo más cercano a la franja meridional del vino y una larga tradición del cultivo de cepas, lo que le ha permitido una buena infraestructura. Sin embargo los vinos de mayor calidad, importancia, antigua y tradición se producen en Moquegua.

## Historia
Con la fundación de Lima en el año 1535 como Ciudad de los Reyes, se colocaron las primeras piedras para la edificación de iglesias y con ello nació la necesidad de surtir de vino de misa para la celebración de los actos litúrgicos. A fin de lograr este objetivo, se iniciaron las primeras plantaciones de vid en las tierras más fértiles. 
El alcalde de Ciudad de los Reyes en 1538, Hernando de Montenegro “ennoblece” la ciudad, trayendo frutos de Castilla como la vid Listán Prieta, variedad tinta de las Islas Canarias, y que actualmente se la llama: "negra criolla". Y planta en Ciudad de los Reyes el primer Viñedo de Sudamérica (1539-1541)Historia Hispánica. La primera vid llega al Perú a fines de la primera mitad del siglo XVI proveniente de las Islas Canarias. El Marqués Francisco de Caravantes se encargó de importar, los primeros sarmientos de uva recibidos de dichas islas. Del puerto de Acapulco salieron barcos llenos de viñas hacia el virreinato del Perú bajo dicho mandato real que rápidamente logró domesticarse la uva española en los territorios del virreinato.
Sin embargo, cronistas de la época informan que "fue en la hacienda Marcahuasi, en el Cuzco, donde se produjo la primera vinificación en Sudamérica".